# De geboorte van Christus (Barocci)
De geboorte van Christus is een schilderij van Federico Barocci uit 1597. Het origineel is te zien in het Museo del Prado van Madrid. De Pinacoteca Ambrosiana in Milaan bezit een identiek maar iets groter exemplaar dat voor een eigenhandige repliek wordt gehouden.

## Voorstelling
In een stal met een ezel en een os zien we het pasgeboren Christuskind op stro liggen in een kribbe. Er is geen lichtbron, behalve het goddelijk licht dat de mensenzoon zelf uitstraalt. Het valt vooral op zijn moeder Maria, die het dankbaar aanvaardt en teder de armen spreidt. Jozef staat meer in de schaduw en laat twee herders binnen die hun hoofd door de deuropening steken. Hij wijst hen het kind. Op een metalen ring onder Jezus en Maria zijn tekenen van de dierenriem aangebracht. Dit zou wijzen op het kosmologische belang van de afgebeelde gebeurtenis.
De sfeer van het tafereel is intiem en huiselijk. Barocci gebruikte warme pasteltinten en besteedde karakteristiek veel zorg aan de handen. Zijn diagonaal opgebouwde compositie is ongebruikelijk voor het thema.

## Geschiedenis
Het schilderij werd gemaakt in opdracht van Francesco Maria II della Rovere, de hertog van Urbino. Hij schonk het in 1605 aan de Spaanse koningin Margaretha van Oostenrijk. Barocci maakte voor zichzelf een kopie op een iets groter formaat en bewaarde die vermoedelijk in zijn atelier in het aartsbisschoppelijk paleis. Hij verklaarde dat het een van de dierbaarste dingen was die hij bezat. Het origineel belandde uiteindelijk in het Prado en de repliek in het Ambrosiana.